# Diana Wynne Jones
Diana Wynne Jones (Londen, 16 augustus 1934 – Bristol, 26 maart 2011) was een Brits schrijfster die vooral bekend was vanwege haar kinderboeken in het fantasy-genre. Zij schreef ook enkele romans voor volwassenen en non-fictie. Een voorbeeld hiervan is 'De onbekende reiziger'.

## Levensloop
Jones werd geboren uit het huwelijk van Marjorie en Richard Aneurin Jones, die beiden in het onderwijs werkzaam waren. Toen vlak na haar vijfde verjaardag de Tweede Wereldoorlog uitbrak werd zij geëvacueerd naar Wales en verbleef daarna nog op verschillende andere plaatsen in het Verenigd Koninkrijk, onder andere in York. In 1943 vestigde het gezin zich in Thaxted, Essex, waar de ouders een educatief conferentiecentrum hadden. Naar het schijnt werden Diana en haar beide jongere zusjes daar nogal verwaarloosd, zodat zij leerden zichzelf te redden. Zij studeerde Engels aan St. Anne's College in Oxford, waar zij lezingen bijwoonde van zowel C.S. Lewis als J.R.R. Tolkien voordat zij afstudeerde in 1956. In hetzelfde jaar trouwde zij met John Burrow, een taalwetenschapper. Tot haar dood woonde het echtpaar in Bristol.
In 2009 werd ontdekt dat zij aan longkanker leed. Een succesvolle operatie en chemotherapie gaven hoop, maar in juli 2010 meldde zij aan vrienden dat ze stopte met de chemotherapie, omdat de bijwerkingen te ernstig waren. In de nacht van 25 op 26 maart 2011 stierf ze aan de gevolgen hiervan.

## Werken
De boeken van Jones kenmerken zich door een spel met fantasie en werkelijkheid, waardoor ze absurde situaties voor de lezer geloofwaardig weet neer te zetten. Zo spelen haar verhalen zich nogal eens af in andere werelden, die wel lijken op de werkelijkheid, maar er net iets van afwijken. Een voorbeeld is het boek De Negen Levens (Charmed Life), dat zich afspeelt in een soort aangepaste negentiende eeuw. Bovennatuurlijke krachten spelen bijna altijd een belangrijke rol.
In Nederland zijn haar boeken uit de Chrestomanci-serie het bekendst. Deze boeken, die aanvankelijk werden uitgegeven in de jaren tachtig, werden opnieuw populair nadat kinderboeken over tovenaars en aanverwante onderwerpen in de mode kwamen naar aanleiding van J.K. Rowlings Harry Potter-serie.

### Fictie

#### Chrestomanci-serie
Op volgorde van de chronologie van het verhaal:
1. The Lives of Christopher Chant (1988), Nederlandse titel De Twaalf Werelden (2001)
2. Conrad's Fate (2005), Nederlandse titel Het wisselkasteel (2005)
3. Charmed Life (1977), Nederlandse titel De negen levens Zilveren Griffel (1980 en 2000)
4. The Magicians of Caprona (1980), Nederlandse titel De Tovenaars van Caprona (2002)
5. The Pinhoe Egg (2006)

- Mixed Magics (2000) (korte verhalen)
- Stealer of Souls (2002) (ter gelegenheid van Wereldboekendag 2002) - het werd eerder gepubliceerd in Mixed Magics

- Witch Week (1982) (Los van de andere boeken uit de serie, maar in dezelfde setting als Charmed Life), Nederlandse titel Heksenweek (2002)

#### Derkholm-serie
1. Dark Lord of Derkholm (1998)
2. Year of the Griffin (2000)

#### Dalemark Quartet
Op volgorde van de chronologie van het verhaal:
1. The Spellcoats (1979), Nederlandse titel De magische mantels (2003)
2. Drowned Ammet (1977), Nederlandse titel De Weg van de Wind (2003)
3. Cart and Cwidder (1975), Nederlandse titel De onbekende reiziger (2002)
4. Crown of Dalemark (1993), Nederlandse titel De kroon van Daalmark (2004)

#### Castle-serie
1. Howl's Moving Castle (1986)
2. Castle in the Air (1990)
3. House of Many Ways (2008)

#### Magids-serie
- Deep Secret (1997) (voor volwassenen)
- The Merlin Conspiracy (2003), Nederlandse titel Het Merlijn complot (2007)

#### Diversen
- The Changeover (1970) (voor volwassenen)
- Wilkins' Tooth (1973)
- The Ogre Downstairs (1974)
- Dogsbody (1975)
- Eight Days of Luke (1975), Nederlandse titel Acht dagen met Lucas (1977)
- Power of Three (1977)
- The Time of the Ghost (1981)
- The Homeward Bounders (1981)
- Archer's Goon (1984)
- Fire and Hemlock (1985)
- A Tale of Time City (1987)
- Wild Robert (1989)
- Black Maria (1991)
- Yes, Dear (1992) (prentenboek voor jonge kinderen)
- A Sudden Wild Magic (1992) (volwassenen)
- Hexwood (1993)
- Puss in Boots (1999) (voor zeer jonge kinderen)
- The Game (2007)

### Verzamelingen
- Warlock at the Wheel and Other Stories (1981) (Bevat twee verhalen uit Mixed Magics)
- Stopping for a Spell (1993)
- Everard's Ride (1994)
- Minor Arcana (1996)
- Believing is Seeing (1999) (Gelijk aan Minor Arcana)
- Unexpected Magic (2002)

### Anthologieën
- Hidden Turnings (redactie) (1989)
- Fantasy Stories (redactie) (1994)

#### Korte verhalen
- "Chair Person", "The Four Grannies" and "Who Got Rid of Angus Flint?" in Stopping for a Spell
- "Little Dot" in Firebirds
- "I'll Give You My Word" in Firebirds Rising

### Non-fictie en poëzie
- "A Slice of Life" in Now We Are Sick
- Een artikel in The Medusa, waarin Jones ingaat op de verschillen tussen literatuur voor volwassenen en kinderen
- The Skiver's Guide (1984)
- "The Shape of the Narrative in The Lord of the Rings" in de verzameling Everard's Ride (1994)
- The Tough Guide to Fantasyland (1997)

## Boeken over Diana Wynne Jones
- Rosenberg (red.), Teya, et al. (2002). Diana Wynne Jones - An Exciting and Exacting Wisdom. Peter Lang. ISBN 0-8204-5687-X.
- Mendlesohn, Farah (2005). Diana Wynne Jones: Children's Literature and the Fantastic Tradition. Routledge. ISBN 0-415-97023-7.
- Butler, Charles (2006). Four British Fantasists: Place and Culture in the Children's Fantasies of Penelope Lively, Alan Garner, Diana Wynne Jones, and Susan Cooper. Scarecrow Press. ISBN 0-8108-5242-X.

- Bibsys: 6031005
- Biblioteca Nacional de España: XX1614178
- Bibliothèque nationale de France: cb12252882p (data)
- CiNii: DA01419884
- Digitale Bibliotheek voor de Nederlandse Letteren: jone006
- Gemeinsame Normdatei: 123453658
- International Standard Name Identifier: 0000 0001 2031 8030
- Library of Congress Control Number: n83160096
- Nationale Bibliotheek van Letland: 000268322
- Bibliotheek van het Japanse parlement: 00444862
- Nationale Bibliotheek van Tsjechië: xx0145023
- Nationale bibliotheek van Australië: 35975655
- Nationale Bibliotheek van Israël: 987007304422205171
- Nationale Bibliotheek van Polen: a0000002786638
- Nederlandse Thesaurus van Auteursnamen: 068551835
- Istituto Centrale per il Catalogo Unico: RAVV387194
- LIBRIS: 191897
- SNAC: w6gk4nk1
- Système universitaire de documentation: 031283225
- Trove: 1170054
- Virtual International Authority File: 102067392
- WorldCat: E39PBJgd9FV4t4v3FCmtPvjQv3